# César Gomes
César Joaquim Ferreira Gomes (sinh ngày 17 tháng 4 năm 1996) là một cầu thủ bóng đá người Bồ Đào Nha thi đấu cho Penafiel ở vị trí tiền vệ.

## Sự nghiệp bóng đá
Ngày 3 tháng 1 năm 2016, Gomes có màn ra mắt cho Penafiel trong trận đấu tại Giải bóng đá hạng nhất quốc gia Bồ Đào Nha 2015–16 trước Famalicão.